# Jim Ducharme
James „Jim” Ducharme (ur. 5 grudnia 1953 w  Sainte-Foy) – kanadyjski piłkarz wodny, uczestnik Letnich Igrzysk Olimpijskich 1976.
Na igrzyskach w Montrealu, Ducharme reprezentował Kanadę w kilku meczach. Na igrzyskach zdobył pięć bramek w czterech meczach (po jednej w meczach z Australią, Węgrami i Związkiem Radzieckim, a dwie w meczu z Iranem). W klasyfikacji końcowej, jego drużyna uplasowała się na dziewiątym miejscu, wśród dwunastu drużyn, które wzięły udział w igrzyskach.